# Holotín
Holotín település Csehországban, a Pardubicei járásban. Holotín Turkovice, Hošťalovice, Načešice, Bukovina u Přelouče, Svojšice, Stojice, Choltice és Urbanice településekkel határos. Lakosainak száma 62 fő (2024. január 1.).

## Népesség
A település lakosságának változását az alábbi diagram mutatja:
| Lakosok száma | 134  | 154  | 146  | 122  | 76   | 38   | 49   | 57   | 59   | 62   |
|               | 1869 | 1890 | 1921 | 1950 | 1980 | 2001 | 2017 | 2019 | 2022 | 2024 |